# Władysława Książek-Bryłowa
Władysława Książek-Bryłowa – polska językoznawca dr hab. nauk humanistycznych. Profesor nadzwyczajny Instytutu Filologii Polskiej Wydziału Humanistycznego Uniwersytetu Marii Curie-Skłodowskiej.

## Życiorys
W 1974 ukończyła studia na Uniwersytecie Marii Curie-Skłodowskiej. 26 czerwca 1995 habilitowała się na podstawie oceny dorobku naukowego i pracy zatytułowanej Wariantywność fleksji w historii i gwarach języka polskiego, a 10 lipca 2010 uzyskała tytuł naukowy profesora nauk humanistycznych. Pełni funkcję profesora nadzwyczajnego Instytutu Filologii Polskiej na Wydziale Humanistycznym Uniwersytetu Marii Curie-Skłodowskiej. Jest kierownikiem pracy badawczej pt. Język i styl Wacława Potockiego opublikowanej 28 października 2010 oraz recenzentem 6 prac habilitacyjnych i 8 prac doktorskich.